# اورولی ودی
 اورولی ودی (فرانسوی: Aurélie Védy‎؛ زادهٔ ۸ فوریهٔ ۱۹۸۱) یک تنیس‌باز اهل فرانسه است. 